# Tanacetum sinaicum
Tanacetum sinaicum là một loài thực vật có hoa trong họ Cúc. Loài này được (Fresen.) Delile ex K.Bremer & Humphries miêu tả khoa học đầu tiên năm 1993.